# وزارة التجارة (باكستان)
وزارة التجارة في باكستان (بالأردوية: وزارت تجارت)‏; (المختصر بالانجليزية باسم MoCom )، هي وزارة على مستوى مجلس الوزراء الاتحادي لباكستان تابعة لحكومة باكستان تهتم بالنمو الاقتصادي وتنمية التجارة وتعزيزها في باكستان. والرئيس الإداري للوزارة هو وزير التجارة الباكستاني . ويشترط في الرئيس السياسي، وزير التجارة ، أن يكون عضواً في البرلمان الباكستاني .

## أنظر أيضاً
- اقتصاد باكستان
- وزارة المالية (باكستان)
- مجلس الاستثمار الباكستاني
- شركة التجارة الباكستانية
- مجلس تنمية وتصدير البساتين الباكستاني